# Earl of Melville

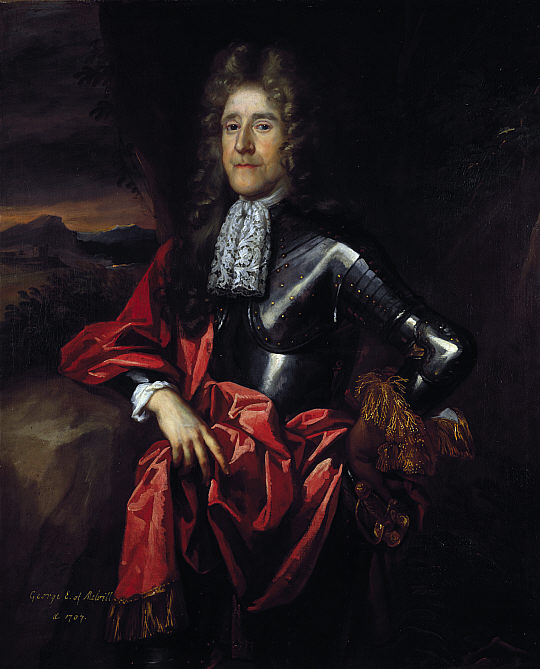
George Melville, 1. Earl of Melville

Wappen der Earls of Leven and Melville

Earl of Melville ist ein erblicher britischer Adelstitel in der Peerage of Scotland.
Familiensitz der Earls war Melville House bei Monimail in Fife und ist heute Glenferness House bei Nairn in Highland.

## Verleihung, nachgeordnete und weitere Titel
Der Titel wurde am 8. April 1690 dem Militär und Politiker George Melville, 4. Lord Melville verliehen. Zusammen mit dem Earldom wurden ihm die nachgeordneten Titel Viscount of Kirkcaldy und Lord Raith, Monymaill and Balwearie verliehen. Bereits 1643 hatte er von seinem Vater den Titel Lord Melville, of Monymaill, geerbt, der seinem Vorfahren Robert Melville am 30. April 1616 verliehen worden war.
Sein Sohn, der spätere 2. Earl, erbte 1681 über seine Mutter auch die Titel 5. Earl of Leven und 3. Lord Balgonie. Die Earldoms Melville und Leven sind seither vereinigt.

## Liste der Lords und Earls of Melville

### Lords Melville (1616)
- Robert Melville, 1. Lord Melville (1547–1621)
- Robert Melville, 2. Lord Melville († 1635)
- John Melville, 3. Lord Melville († 1643)
- George Melville, 4. Lord Melville (1636–1707) (1690 zum Earl of Melville erhoben)

### Earls of Melville (1690)
- George Melville, 1. Earl of Melville (1636–1707)
- David Melville, 5. Earl of Leven, 2. Earl of Melville (1660–1728)
- David Leslie, 6. Earl of Leven, 3. Earl of Melville (1717–1729)
- Alexander Leslie, 7. Earl of Leven, 4. Earl of Melville († 1754)
- David Leslie, 8. Earl of Leven, 5. Earl of Melville (1722–1802)
- Alexander Leslie-Melville, 9. Earl of Leven, 6. Earl of Melville (1749–1820)
- David Leslie-Melville, 10. Earl of Leven, 7. Earl of Melville (1785–1860)
- John Leslie-Melville, 11. Earl of Leven, 8. Earl of Melville (1786–1876)
- Alexander Leslie-Melville, 12. Earl of Leven, 9. Earl of Melville (1817–1889)
- Ronald Leslie-Melville, 13. Earl of Leven, 10. Earl of Melville (1835–1906)
- John Melville, 14. Earl of Leven, 11. Earl of Melville (1886–1913)
- Archibald Leslie-Melville, 15. Earl of Leven, 12. Earl of Melville (1890–1947)
- Alexander Leslie-Melville, 16. Earl of Leven, 13. Earl of Melville (1924–2012)
- Alexander Leslie-Melville, 17. Earl of Leven, 14. Earl of Melville (* 1984)

Mutmaßlicher Titelerbe (Heir Presumptive) ist der Onkel des aktuellen Titelinhabers Hon. Archibald Ronald Leslie-Melville (* 1957).